# 奥之矢佳奈
奧之矢佳奈（おくのや かな，1995年10月13日—），千葉縣出身的女演員。身高155cm。2004年，首次演出廣告，廣告是任天堂．GAMECUBE 「瑪莉奧派對 6 」。

## 主要演出

### 電影
- 2006年 《令人討厭的松子的一生》饰 松子（童年、少年）

### 電視劇
- 2006年  真人版「櫻桃小丸子」城崎姬子 役
- 2006年 「思考的人類」

### 舞台劇
- 2003年 音樂劇《來自天國的禮物》饰 天使
- 2004年 音樂劇《我是貓》饰 白子
- 2005年 《ひねもす的煙》饰 秋山楓

### CM
- 2004年 任天堂「GAMECUBE 瑪莉奧派對 6」
- 2004年 雀巢咖啡
- 2005年 EIDEN 「家庭複印博覽會」 (中部地區)

### 雜誌
- 「茶」
- 「女性自身」
- 「FRIDAY」

### DVD
- 2006年　「奧之矢佳奈 10歲 描繪」（登刊於aumo）